# Kurt Wolff (editor)
Kurt Wolff (n. 3 martie 1887, Bonn, Imperiul German – d. 21 octombrie 1963, Ludwigsburg, Republica Federală Germania) a fost un jurnalist, scriitor, editor și publicist german.

## Biografie
Wolff s-a născut în orașul Bonn din Renania Prusacă; mama lui provenea dintr-o familie evreiască din Germania. Împreună cu Ernst Rowohlt el a început să lucreze ca editor de cărți la Leipzig în 1908. El a fost primul care i-a promovat și publicat pe scriitorii Franz Kafka și Franz Werfel, dar a refuzat să publice scrierile lui Axel Munthe. Contactul apropiat al lui Wolff cu scriitorii germani din Praga și sprijinul acordat scriitorilor talentați, dar necunoscuți, l-au determinat să-i promoveze pe prietenii lui Kafka, Max Brod și Felix Weltsch care au devenit mult mai bine cunoscuți în Germania, la Berlin. În 1929 Wolff a publicat albumul fotografic Face of our Time al lui August Sander.
În 1941 Wolff și cea de-a doua soție, Helen, au părăsit Germania și au emigrat, locuind la Paris, Londra, Montagnola, St. Tropez, Nisa și în cele din urmă, cu sprijinul lui Varian Fry, la New York. Ulterior, Wolff a încercat să dezvolte diferite edituri la München, Florența, și în Statele Unite ale Americii. În SUA, el și Helen au fondat în 1942 editura Pantheon Books, care a devenit celebră. El a murit la Marbach.
Premiul pentru traducere Helen și Kurt Wolff al Goethe-Institut este numit în onoarea lui și a soției sale.
Fiul lui, Christian Wolff, este un renumit muzician avangardist.

## Arhive literare
Biblioteca de manuscrise și cărți rare Beinecke de la Universitatea Yale deține arhiva lui Kurt Wolff din perioada 1907-1938. Colecția conține aproximativ 4.100 de scrisori și manuscrise din arhivele companiei Kurt Wolff Verlag din anii 1910-1930. O parte din Arhiva Kurt Wolff este în prezent disponibilă on-line.